# Jason Earles

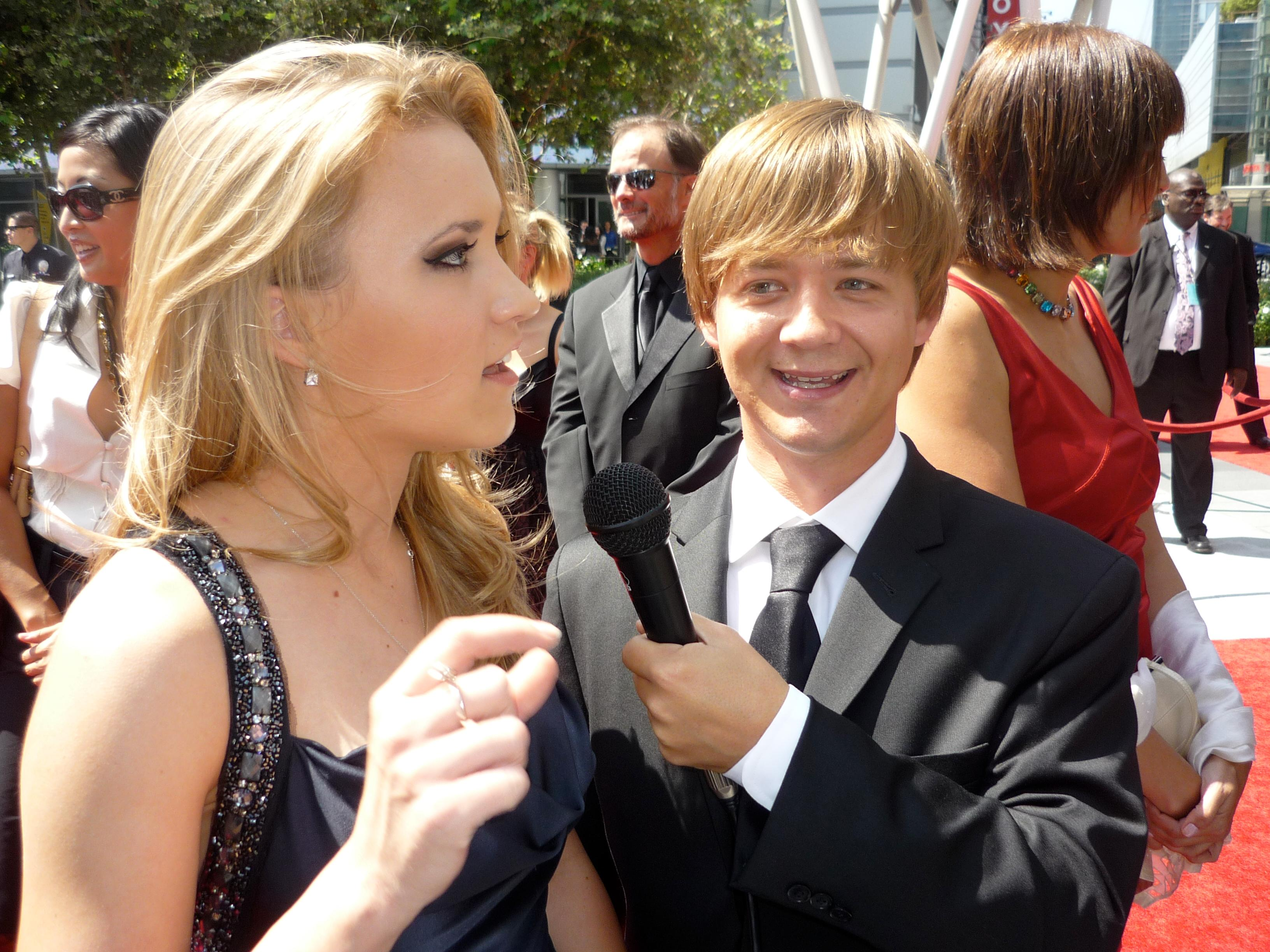
Jason Earles mit Emily Osment bei der Premiere zu Hannah Montana – Der Film

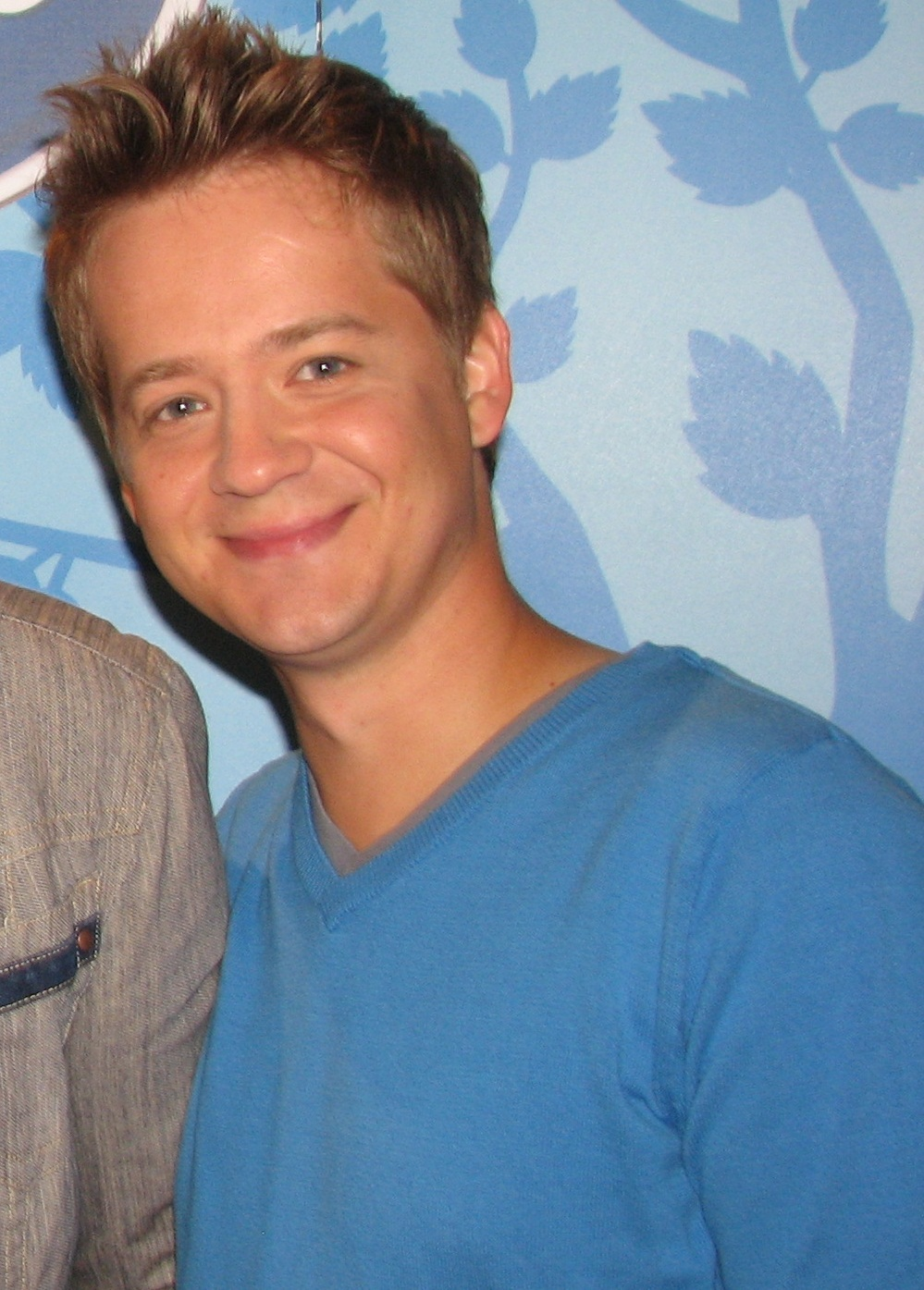
Jason Earles bei der Premiere zu High School Musical 2

Jason Daniel Earles (* 26. April 1977 in San Diego, Kalifornien) ist ein US-amerikanischer Schauspieler.

## Leben
Bevor er Schauspieler wurde, lebte Jason Earles in Billings im US-amerikanischen Bundesstaat Montana und besuchte dort bis 2000 das Rocky Mountain College. Größere Bekanntheit erlangte er durch die Disney-Serie Hannah Montana, in der er Jackson Rod Stewart, den Bruder von Hauptcharakter Miley Ray Stewart alias Hannah Montana spielt. Außerdem ist er ausgebildeter Reiter.

## Synchronisation
Earles hat noch keine feste deutsche Synchronstimme. Er wird von verschiedenen Sprechern synchronisiert. In American Pie präsentiert: Die nächste Generation gab ihm Daniel Schlauch seine Stimme. In Hannah Montana synchronisierte ihn Clemens Ostermann († 2007), in der zweiten Staffel Manuel Straube. In allen Disney-Produktionen wurde Jason Earles nach Clemens Ostermanns Tod von Manuel Straube synchronisiert.

## Filmografie (Auswahl)
- 2003: MADtv (Fernsehserie, Episodenrolle)
- 2003: The Shield – Gesetz der Gewalt (The Shield) (Fernsehserie, Episodenrolle)
- 2003: Navy CIS (Fernsehserie, Nebenrolle)
- 2004: Still Standing (Fernsehserie, Episodenrolle)
- 2004: Table 6
- 2004: Das Vermächtnis der Tempelritter (National Treasure)
- 2005: Phil aus der Zukunft (Phil of the Future) (Fernsehserie, Episodenrolle)
- 2005: American Pie präsentiert: Die nächste Generation (American Pie Presents Band Camp)
- 2005: Special Ed
- 2006–2010: Hannah Montana (Fernsehserie, 98 Episoden)
- 2007: Gordon Glas
- 2008: Boston Legal (Fernsehserie, Episodenrolle)
- 2009: Die Entführung meines Vaters (Dadnapped)
- 2009: Hannah Montana – Der Film (Hannah Montana: The Movie)
- 2009: Space Buddies – Mission im Weltraum (Space Buddies) (Stimme)
- 2011–2015: Karate-Chaoten (Kickin’ It, Fernsehserie)
- 2013: Super Buddies
- 2016: Best Friends – Zu jeder Zeit
- 2018: Battle Drone
- 2022: High School Musical: Das Musical: Die Serie (6 Episoden)